# Tamyen
Le  tamyen (ou coastanoan de Santa Clara) est une langue costanoane de la branche des langues costanoanes du Nord parlée aux États-Unis, en Californie, dans la partie méridionale de la baie de San Francisco et dans la basse vallée de Santa Clara.
La langue, qui était celle de 1 200 Tamyen en 1770, est éteinte.